# Dente permanente
Dente permanente é a denominação dada ao dente que sucede a dentição decídua (ou dentes de leite).
Um ser humano adulto possui normalmente 32 dentes: 16 na mandíbula (inferior) e 16 na maxila (superior).

## Função
- Os dentes incisivos (oito) têm por função principal a de cortar alimentos.
- Os caninos (quatro), por serem pontiagudos, tem a função de dilacerar e perfurar os alimentos.
- Os dentes pré-molares (oito) e os molares (doze), tem por função principal a de esmagar e triturar os alimentos para a posterior deglutição.

## Formação

### Primeiros dentes
Os primeiros dentes da dentição permanente a emergir na boca são os primeiros molares. Eles fazem a sua aparição imediatamente atrás dos segundos molares decíduos, na idade dos 6 anos. Como consequência, são frequentemente chamados de os molares dos 6 anos. São muito maiores que qualquer dente decíduo e não podem fazer a sua entrada antes que o desenvolvimento da mandíbula atinja um estágio que permita suficiente espaço. É um dente que escapa por vezes a ser notado porque não é precedido pela queda de nenhum dente decíduo, uma vez que irrompe num espaço onde não havia dente algum.
O segundo dente permanente a tomar o seu lugar na arcada é o incisivo central inferior, que aparece quando a criança tem entre os 6 e 7 anos de idade. Tal como na dentição decídua, os dentes permanentes inferiores tendem a preceder os da maxila no processo de erupção.
Pouco tempo depois desses, surgem os incisivos laterais inferiores, por vezes simultaneamente com os centrais. A seguir vêm os incisivos centrais superiores e cerca de um ano mais tarde os incisivos laterais superiores. Os primeiros pré-molares seguem os laterais quando a criança está com 10 ou 11 anos de idade; os caninos inferiores aparecem muitas vezes ao mesmo tempo. Os segundos pré-molares surgem no ano seguinte e a seguir os caninos superiores. Normalmente, os segundos molares nascem quando o indivíduo atinge os 12 anos; situam-se posteriormente aos primeiros molares e são muitas vezes designados de "molares dos 12 anos".

### Dentes do siso
Os terceiros molares, mais conhecidos como dentes do siso não surgem antes dos 17 anos ou até mais tarde. É necessário um considerável crescimento da arcada após os 12 anos para permitir espaço a esses dentes. Os terceiros molares estão sujeitos a muitas anomalias e variações na forma. Muitas vezes esses dentes permanecem inclusos no osso durante anos. Uma forma de determinar se os terceiros molares estão ou não presentes é através de uma radiografia panorâmica. As pessoas que têm os terceiros molares devidamente desenvolvidos e alinhados são de fato uma minoria. É consenso que esse é um dente com tendência a desaparecer com a evolução do ser humano. Normalmente quando um dente do siso dá problemas, o cirurgião-dentista não hesitará em extraí-lo.